# Wattam
Wattam est un jeu d'action développé par Funomena et édité par Annapurna Interactive. Il a été conçu par Keita Takahashi, connu pour avoir créé la série Katamari Damacy, le jeu est sorti sur PlayStation 4 et sur Windows le 17 décembre 2019.

## Système de jeu
Le jeu se joue en solo ou en coopération et consiste à se lier d'amitié avec tout le monde, y compris des arbres, des fleurs, des rochers, des toilettes, des excréments, des bouches, etc. en se tenant la main, en découvrant des secrets, en jouant à des minijeux et en résolvant des énigmes. Les personnages ont chacun des mélodies uniques, qui peuvent être combinées.

## Développement
Révélé à l'origine en décembre 2014 comme une exclusivité PlayStation 4, Wattam devait être publié par Sony Interactive Entertainment et développé conjointement par Funomena et SIE Santa Monica Studio,. Cependant, il a été révélé en octobre 2016 que Sony n'était plus impliqué dans le jeu[réf. nécessaire]. En août 2017, Annapurna Interactive a été annoncé comme le nouvel éditeur, et que le jeu serait également publié pour Microsoft Windows.
En ce qui concerne Wattam, le designer Keita Takahashi a dit qu'il essayait "toujours" de créer un jeu qui fait remarquer aux gens à quel point "notre vie ordinaire est belle"[réf. nécessaire].
Le jeu a été nommé pour "Family", "Game Design" et "Music" aux 16e British Academy Games Awards.

## Accueil
En septembre 2020, Annapurna Interactive commercialise le jeu au format physique au sein d'une collection de huit titres qui ont fait le succès de la jeune structure d'édition :  Outer Wilds, Kentucky Route Zero, What Remains of Edith Finch, Gorogoa, Sayonara Wild Hearts, Telling Lies et Donut County.